# James H. Lane (senator)

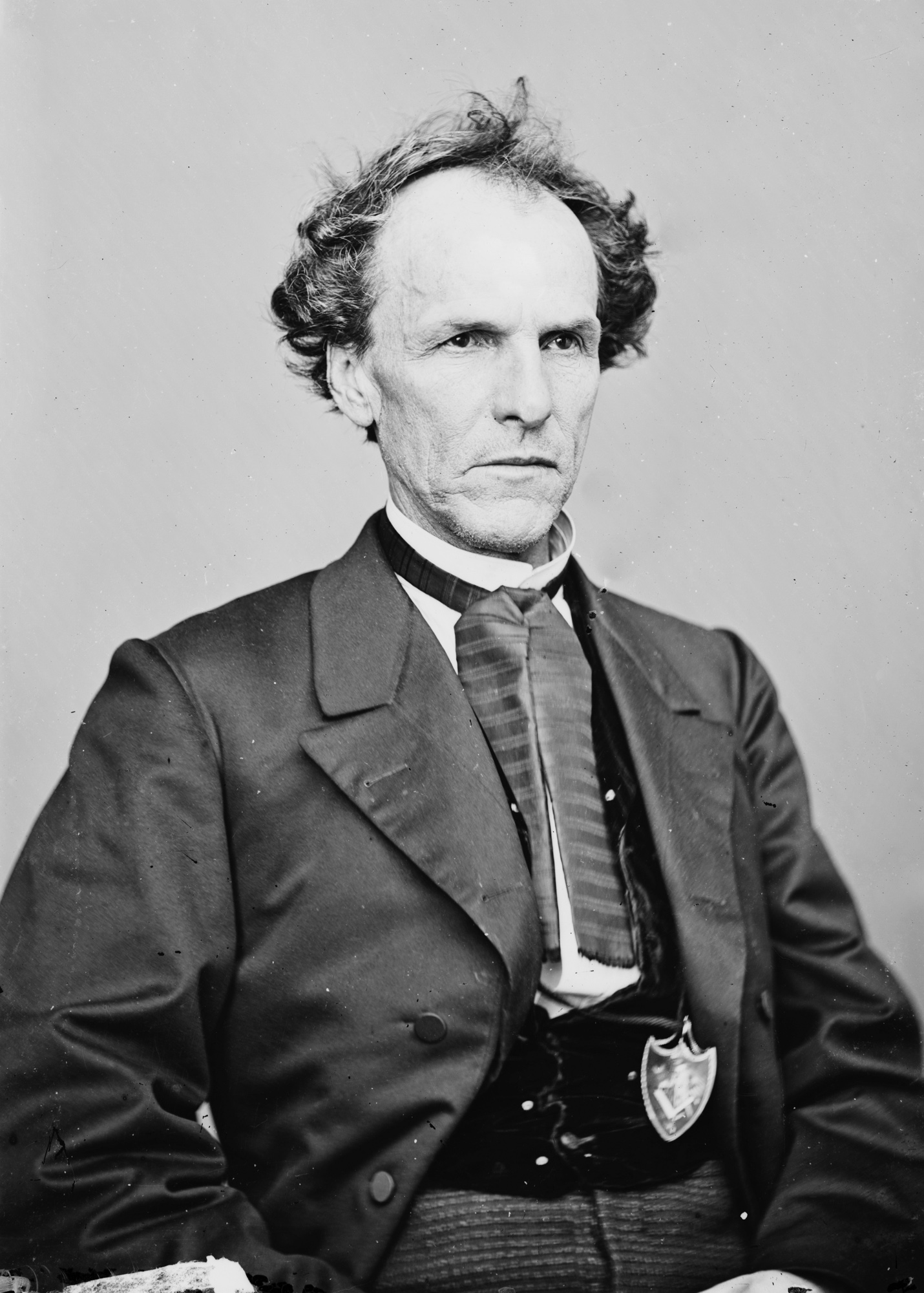
James H. Lane

James Henry Lane, född 22 juni 1814 i Lawrenceburg, Indianaterritoriet, död 11 juli 1866 i Leavenworth, Kansas, var en amerikansk politiker och militär. Han representerade delstaten Indianas fjärde distrikt i USA:s representanthus 1853-1855. Han representerade sedan Kansas i USA:s senat från 1861 fram till sin död. Han var en ledande företrädare för den militanta abolitioniströrelsen Jayhawkers.
Lane studerade juridik och inledde 1840 sin karriär som advokat i Lawrenceburg. Han deltog i mexikanska kriget. Han gick med i demokraterna. Lane var viceguvernör i Indiana 1849-1853. Han efterträdde 1853 Samuel W. Parker som kongressledamot. Han efterträddes 1855 av William Cumback. Lane flyttade sedan till Kansasterritoriet och bytte parti till republikanerna. Jayhawkers var en militant rörelse som slogs med slaveriförespråkarna i oroligheterna som kallades Bleeding Kansas. Efter att inbördeskriget hade brutit ut samlade Lane ur de före detta Jayhawkergerillakämparna en brigad som kallades Kansasbrigaden. Han ledde dessa frivilliga i slaget vid Dry Wood Creek. Kansas blev 1861 USA:s 34:e delstat och till de två första senatorerna valdes Lane och Samuel C. Pomeroy. Senator Lane sköt sig den 1 juni 1866. Han avled i skadorna tio dagar senare. Lane var frimurare. Han gravsattes på Oak Hill Cemetery i Crawfordsville, Indiana.